# Nollieux
Nollieux – miejscowość i gmina we Francji, w regionie Owernia-Rodan-Alpy, w departamencie Loara.
Według danych na rok 1990 gminę zamieszkiwało 146 osób, a gęstość zaludnienia wynosiła 21 osób/km² (wśród 2880 gmin regionu Rodan-Alpy Nollieux plasuje się na 1476. miejscu pod względem liczby ludności, natomiast pod względem powierzchni na miejscu 1361.).